# Cucullia amoenissima
Cucullia amoenissima är en fjärilsart som beskrevs av Charles Oberthür 1918. Cucullia amoenissima ingår i släktet Cucullia och familjen nattflyn. Inga underarter finns listade i Catalogue of Life.